# Pietro Martire Vermigli
Pietro Martire Vermigli (Florença, 8 de Setembro de 1499 — Zurique, 12 de Novembro de 1562), por vezes aportuguesado para Pedro Mártir Vermigli, foi um teólogo calvinista italiano. Sacerdote católico e membro da Ordem de Santo Agostinho, aderiu ao movimento da Reforma, adoptando e desenvolvendo as ideias de Huldrych Zwingli, razão pela qual foi considerado herético e obrigado a refugiar-se fora da Itália.

## Biografia
Pietro (ou Pier) Martire Vermigli nasceu numa família moderadamente abastada, filho de Stefano di Antonio Vermigli e de Maria Fumantina. O seu nome de baptismo foi Piero Mariano, adoptando depois o nome de Pietro Martire em honra de São Pedro Mártir aquando da sua ordenação sacerdotal na Ordem de Santo Agostinho.
Depois de ter estudado no mosteiro agostiniano de Fiesole, Vermigli foi transferido em 1519 para o convento de San Giovanni de Verdara nos arredores de Pádua, onde obteve a sua formatura em 1527. Foi nesse convento que conheceu o futuro cardeal Reginald Pole. Assumiu seguidamente as funções de pregador em Brescia, Pisa, Veneza e Roma. Durante este período estudou grego clássico e hebraico.
Em 1530 foi eleito prior do mosteiro agostiniano de Spoleto e, em 1533, do convento de San Pietro ad Aram em Nápoles. Foi neste período que, sobretudo por influência de Juan de Valdés, que se interessou pelas ideias da Reforma e leu os comentários sobre os Evangelhos e os Salmos escritos por Martin Bucer e a obre Commentarius de vera et falsa religione (Da verdadeira e falsa religião) de Huldrych Zwingli.
Devido à sua aproximação às doutrinas reformadas, Vermigli foi acusado de heresia e o vice-rei espanhol no Reino de Nápoles impôs-lhe a proibição de pregar. A proibição foi suspensa depois de um apelo à Santa Sé, mas em 1541 Vermigli foi transferido para Lucca, onde os seus ensinamentos logo atraíram novas suspeitas.
Intimado a comparecer diante de um capítulo da sua própria ordem em Génova, em 1542 Vermigli refugiou-se  em Pisa e mais tarde em Florença, juntando-se aí a Bernardino Ochino, outro importante reformador italiano. Os dois abandonaram pouco depois a Itália, Ochino partindo para Genebra, de onde Vermigli se mudou para Zurique, depois para Basileia e finalmente para Estrasburgo. Naquela cidade, com o apoio de Martin Bucer, foi nomeado professor de teologia. Pouco depois casou com Catherine Dammartin, de Metz, marcando em definitivo a rotura com o catolicismo.
Em 1547 Ochino e Vermigli foram convidados pelo arcebispo Thomas Cranmer a fixarem-se em Inglaterra, sendo o convite acompanhado pela oferta de uma pensão do Estado de 40 marcos. No ano seguinte Vermigli obteve a cátedra de teologia (Regius Professor of Divinity) da Universidade de Oxford, sucedendo no lugar ao afamado teólogo Richard Smyth. Em 1549, participou numa grande controvérsia sobre a Eucaristia, em que adoptou a posição de que existe uma presença real ligada à fé de quem recebe a Eucaristia. Com esta sua posição, Vermigli influenciou profundamente a posição do próprio arcebispo Thomas Cranmer e de Nicholas Ridley, o que exerceu uma profunda influência nas alterações introduzidas em 1552 no Livro de Oração Comum (Book of Common Prayer).
Com a subida ao trono de Maria I de Inglaterra, católica, Vermigli foi obrigado a deixar a Inglaterra. O cadáver da sua primeira esposa, que entretanto que havia falecido em Oxford a 17 de Fevereiro de 1553, foi desenterrado e julgado por heresia. O corpo, no entanto, não foi queimado porque não foi possível obter provas contra ela, pois as testemunhas relataram não ter entendido o que alegava por ser numa língua estrangeira. Os seus restos mortais foram encontrados após a ascensão ao trono de Isabel I de Inglaterra e, para evitar qualquer profanação futura, foram unidos às alegadas relíquias de Santa Frideswide e reenterrados na catedral.
A expulsão de Inglaterra obrigou Vermigli a retornar a Estrasburgo, onde, após superar a oposição causada por seu abandono da doutrina luterana, foi renomeado professor de teologia. Em 1556, devido à crescente oposição dos luteranos, foi demitido do ensino da teologia e obrigado a aceitar o cargo de professor de hebraico em Zurique.
Em 1557 foi convidado a fixar-se em Genebra e em 1561novamente convidado para ensinar em Inglaterra, mas recusou ambos os convites. Apesar disso, manteve até falecer correspondência com o bispo John Jewel e com outros prelados e reformadores ingleses.
Vermigli faleceu em Zurique a 12 de Novembro de 1562. A sua segunda esposa, Catherine Merenda, com quem casara em Zurique, sobreviveu-lhe e mais tarde, casou com um comerciante de Locarno.

## Obras
Vermigli publicou um conjunto de obras teológicas, fundamentalmente comentários a texto bíblicos e tratados sobre a Eucaristia. Estudos recentes redescobriram o papel fundamental que Vermigli exerceu no movimento da Reforma na Suíça e na Inglaterra. Calvino considerava Pietro Martire um dos grandes intérpretes da doutrina eucarística reformada e cuja influência ainda se sente nas confissões protestantes.